# Uczciwość

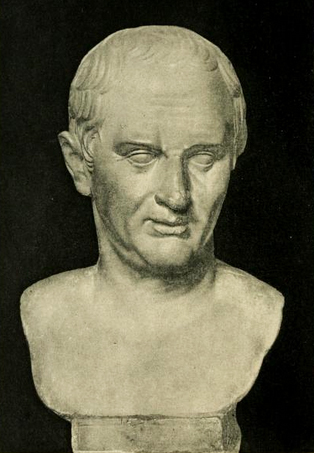
Cyceron mawiał: „Takie oto jest pierwsze przykazanie miłości: prosić tylko o to, co uczciwe i czynić tylko to, co uczciwe”

Uczciwość, prawość – cecha ludzka, polegająca w relacjach społecznych na wywiązywaniu się z danego słowa oraz przestrzeganiu reguł społecznych (uznanych norm moralnych), nawet gdy inni tego nie widzą lub nie oczekują.
Słowo uczciwość określa zarówno konkretne postępowanie w danych okolicznościach, jak i trwałą cechę charakteru.

## Badania
W 2019 roku na łamach czasopisma Science opublikowano badania przeprowadzone w 40 krajach, z których wynikało, że większa ilość pieniędzy w zgubionym portfelu przekładała się na większą stopę jego zwrotu do właścicieli. Artykuł okazał się kontrowersyjny z tego powodu, ponieważ sugerował poziom uczciwości w badanych krajach, jednak same badania nie uwzględniały kontekstu kulturowego i społecznego.